# Brezovica pri Predgradu
Brezovica pri Predgradu je naselje u slovenskoj Općini Kočevju. Brezovica pri Predgradu se nalazi u pokrajini Dolenjskoj i statističkoj regiji Jugoistočnoj Sloveniji. 

## Stanovništvo
Prema popisu stanovništva iz 2002. godine naselje je imalo 51 stanovnika.